# Campionatul European de Atletism din 1971
A 10-a ediție a Campionatului European de Atletism s-a desfășurat între 10 și 15 august 1971 la Helsinki, Finlanda. Au participat 871 de sportivi din 29 de țări.

## Stadion
Probele au avut loc pe Stadionul Olimpic din Helsinki. Acesta a fost construit în anul 1938 și a găzduit Jocurile Olimpice de vară din 1952.

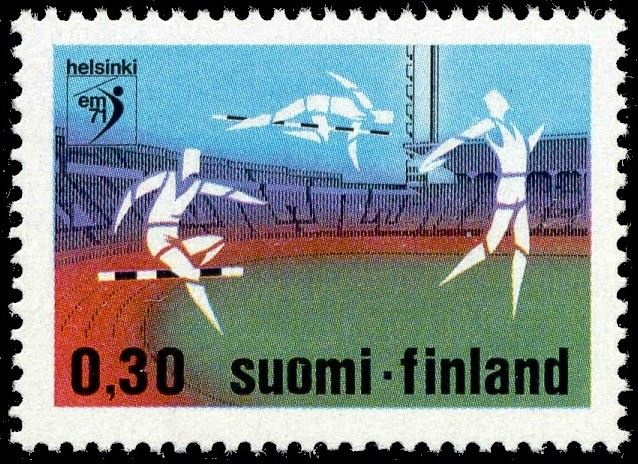
Timbru finlandez

## Rezultate
RM - record mondial; RC - record al competiției; RE - record european; RN - record național; PB - cea mai bună performanță a carierei

### Masculin
| Probă sportivă       | Aur                                                                        | Aur            | Argint                                                               | Argint      | Bronz                                                                   | Bronz       |
| 100 m                | Valeri Borzov (URS)                                                        | 10,26 =RC      | Gerhard Wucherer (FRG)                                               | 10,48       | Vasilis Papageorgopoulos (GRE)                                          | 10,56       |
| 200 m                | Valeri Borzov (URS)                                                        | 20,30 RC       | Franz-Peter Hofmeister (FRG)                                         | 20,71       | Jörg Pfeifer (GDR)                                                      | 20,72       |
| 400 m                | David Jenkins (GBR)                                                        | 45,45 RC RN    | Marcello Fiasconaro (ITA)                                            | 45,49 RN    | Jan Werner (POL)                                                        | 45,56       |
| 800 m                | Evgheni Arjanov (URS)                                                      | 1:45,62 RC     | Dieter Fromm (GDR)                                                   | 1:45,96     | Andy Carter (GBR)                                                       | 1:46,16 RN  |
| 1500 m               | Francesco Arese (ITA)                                                      | 3:38,43 RC     | Henryk Szordykowski (POL)                                            | 3:38,73     | Brendan Foster (GBR)                                                    | 3:39,24     |
| 5000 m               | Juha Väätäinen (FIN)                                                       | 13:32,48 RC RN | Jean Wadoux (FRA)                                                    | 13:33,56    | Harald Norpoth (FRG)                                                    | 13:33,79    |
| 10 000 m             | Juha Väätäinen (FIN)                                                       | 27:52,78 RC RN | Jürgen Haase (GDR)                                                   | 27:53,35 RN | Rașid Șarafetdinov (URS)                                                | 27:56,26 RN |
| Maraton              | Karel Lismont (BEL)                                                        | 2:13:09 RC     | Trevor Wright (GBR)                                                  | 2:13:59     | Ron Hill (GBR)                                                          | 2:14:34     |
| 110 m garduri        | Frank Siebeck (GDR)                                                        | 14,00          | Alan Pascoe (GBR)                                                    | 14,09       | Lubomír Nádeníček (TCH)                                                 | 14,30       |
| 400 m garduri        | Jean-Claude Nallet (FRA)                                                   | 49,15 =RC      | Christian Rudolph (GDR)                                              | 49,33 RN    | Dmitri Stukalov (URS)                                                   | 50,04       |
| 3000 m obstacole     | Jean-Paul Villain (FRA)                                                    | 8:25,22 RC RN  | Dušan Moravčík (TCH)                                                 | 8:26,11 RN  | Pavel Sâsoev (URS)                                                      | 8:26,42     |
| 20 km marș           | Nikolay Smaga (URS)                                                        | 1:27:20 RC     | Gerhard Sperling (GDR)                                               | 1:27:29     | Paul Nihill (GBR)                                                       | 1:27:34     |
| 50 km marș           | Veniamin Soldatenko (URS)                                                  | 4:02:22 RC     | Christoph Höhne (GDR)                                                | 4:04:45     | Peter Selzer (GDR)                                                      | 4:06:11     |
| Ștafetă 4×100 m      | Cehoslovacia Ladislav Kříž Juraj Demeč Jiří Kynos Luděk Bohman             | 39,32 RN       | Polonia Gerard Gramse Tadeusz Cuch Zenon Nowosz Marian Dudziak       | 39,72       | Italia Vincenzo Guerini Pietro Mennea Pasqualino Abeti Ennio Preatoni   | 39,78       |
| Ștafetă 4×400 m      | RFG Horst-Rüdiger Schlöske Thomas Jordan Martin Jellinghaus Hermann Köhler | 3:02,94        | Polonia Andrzej Badeński Jan Balachowski Waldemar Korycki Jan Werner | 3:03,64     | Italia Lorenzo Cellerino Giacomo Puosi Sergio Bello Marcello Fiasconaro | 3:04,58     |
| Săritura în înălțime | Kęstutis Šapka (URS)                                                       | 2,20 m         | Csaba Dosa (ROU)                                                     | 2,20 m RN   | Rustam Ahmetov (URS)                                                    | 2,20 m      |
| Săritura cu prăjina  | Wolfgang Nordwig (GDR)                                                     | 5,35 m RC      | Kjell Isaksson (SWE)                                                 | 5,30 m      | Renato Dionisi (ITA)                                                    | 5,30 m      |
| Săritura în lungime  | Max Klauß (GDR)                                                            | 7,92 m         | Igor Ter-Ovanesean (URS)                                             | 7,91 m      | Stanisław Szudrowicz (POL)                                              | 7,87 m      |
| Triplusalt           | Jörg Drehmel (GDR)                                                         | 17,16 m        | Viktor Saneev (URS)                                                  | 17,10 m     | Carol Corbu (ROU)                                                       | 16,87 m     |
| Aruncarea greutății  | Hartmut Briesenick (GDR)                                                   | 21,08 m RC RE  | Heinz-Joachim Rothenburg (GDR)                                       | 20,47 m     | Władysław Komar (POL)                                                   | 20,04 m     |
| Aruncarea discului   | Ludvík Daněk (TCH)                                                         | 63,90 m RC     | Lothar Milde (GDR)                                                   | 61,62 m     | Géza Fejér (HUN)                                                        | 61,54 m     |
| Aruncarea suliței    | Jānis Lūsis (URS)                                                          | 90,68 m        | Jānis Doniņš (URS)                                                   | 85,30 m     | Wolfgang Hanisch (GDR)                                                  | 84,22 m     |
| Aruncarea ciocanului | Uwe Beyer (FRG)                                                            | 72,36 m        | Reinhard Theimer (GDR)                                               | 71,80 m     | Anatoli Bondarciuk (URS)                                                | 71,40 m     |
| Decatlon             | Joachim Kirst (GDR)                                                        | 8196 RC        | Lennart Hedmark (SWE)                                                | 8038 RN     | Hans-Joachim Walde (FRG)                                                | 7951        |

### Feminin
| Probă sportivă       | Aur                                                                              | Aur        | Argint                                                                            | Argint  | Bronz                                                                                   | Bronz      |
| 100 m                | Renate Stecher (GDR)                                                             | 11,35 RC   | Ingrid Mickler (FRG)                                                              | 11,46   | Elfgard Schittenhelm (FRG)                                                              | 11,51      |
| 200 m                | Renate Stecher (GDR)                                                             | 22,70 RC   | Györgyi Balogh (HUN)                                                              | 23,26   | Irena Szewińska (POL)                                                                   | 23,33      |
| 400 m                | Helga Seidler (GDR)                                                              | 52,14      | Inge Bödding (FRG)                                                                | 52,90   | Ingelore Lohse (GDR)                                                                    | 52,93      |
| 800 m                | Vera Nikolić (YUG)                                                               | 2:00,00 RC | Pat Lowe (GBR)                                                                    | 2:01,66 | Rosemary Stirling (GBR)                                                                 | 2:02,08    |
| 1500 m               | Karin Burneleit (GDR)                                                            | 4:09,62 RM | Gunhild Hoffmeister (GDR)                                                         | 4:10,31 | Ellen Tittel (FRG)                                                                      | 4:10,35 RN |
| 100 m garduri        | Karin Balzer (GDR)                                                               | 12,94 RC   | Annelie Ehrhardt (GDR)                                                            | 12,96   | Teresa Sukniewicz (POL)                                                                 | 13,21      |
| Ștafetă 4×100 m      | RFG Elfgard Schittenhelm Inge Helten Annegret Irrgang Ingrid Mickler             | 43,28      | Republica Democrată Germană Karin Balzer Renate Stecher Petra Vogt Ellen Stropahl | 43,62   | Uniunea Sovietică Liudmila Jarkova Galina Buharina Marina Sidorova Nadejda Besfamilnaia | 44,45      |
| Ștafetă 4×400 m      | Republica Democrată Germană Rita Kühne Ingelore Lohse Helga Seidler Monika Zehrt | 3:29,28 RM | RFG Anette Rückes Christel Frese Hildegard Falck Inge Bödding                     | 3:33,04 | Uniunea Sovietică Raisa Nikaronova Vera Popkova Nadejda Kolesnikova Natalia Cisteakova  | 3:34,11    |
| Săritura în înălțime | Ilona Gusenbauer (AUT)                                                           | 1,87 m RC  | Cornelia Popescu (ROU)                                                            | 1,85 m  |                                                                                         |            |
| Săritura în înălțime | Ilona Gusenbauer (AUT)                                                           | 1,87 m RC  | Barbara Inkpen (GBR)                                                              | 1,85 m  |                                                                                         |            |
| Săritura în lungime  | Ingrid Mickler (FRG)                                                             | 6,76 m RC  | Meta Antenen (SUI)                                                                | 6,73 m  | Heide Rosendahl (FRG)                                                                   | 6,66 m     |
| Aruncarea greutății  | Nadejda Cijova (URS)                                                             | 20,16 m    | Marita Lange (GDR)                                                                | 19,25 m | Margitta Gummel (GDR)                                                                   | 19,22 m    |
| Aruncarea discului   | Faina Melnik (URS)                                                               | 64,22 m RM | Liesel Westermann (FRG)                                                           | 61,68 m | Liudmila Muraviova (URS)                                                                | 59,48 m    |
| Aruncarea suliței    | Daniela Jaworska (POL)                                                           | 61,00 m RC | Ameli Koloska (FRG)                                                               | 59,40 m | Ruth Fuchs (GDR)                                                                        | 59,16 m    |
| Pentatlon            | Heide Rosendahl (FRG)                                                            | 4675 RC    | Burglinde Pollak (GDR)                                                            | 4638    | Margrit Herbst (GDR)                                                                    | 4570       |

## Clasament pe medalii
| Loc   | Țară                        | Aur | Argint | Bronz | Total |
| ----- | --------------------------- | --- | ------ | ----- | ----- |
| 1     | Republica Democrată Germană | 12  | 13     | 7     | 32    |
| 2     | Uniunea Sovietică           | 9   | 3      | 8     | 20    |
| 3     | RFG                         | 5   | 7      | 5     | 17    |
| 4     | Cehoslovacia                | 2   | 1      | 1     | 4     |
| 5     | Franța                      | 2   | 1      | 0     | 3     |
| 6     | Finlanda                    | 2   | 0      | 0     | 2     |
| 7     | Regatul Unit                | 1   | 4      | 5     | 10    |
| 8     | Polonia                     | 1   | 3      | 5     | 9     |
| 9     | Italia                      | 1   | 1      | 3     | 5     |
| 10    | Austria                     | 1   | 0      | 0     | 1     |
| 10    | Belgia                      | 1   | 0      | 0     | 1     |
| 10    | Iugoslavia                  | 1   | 0      | 0     | 1     |
| 13    | România                     | 0   | 2      | 1     | 3     |
| 14    | Suedia                      | 0   | 2      | 0     | 2     |
| 15    | Ungaria                     | 0   | 1      | 1     | 2     |
| 16    | Elveția                     | 0   | 1      | 0     | 1     |
| 17    | Grecia                      | 0   | 0      | 1     | 1     |
| Total | Total                       | 38  | 39     | 37    | 114   |

## Participarea României la campionat
18 atleți au reprezentat România.
- Csaba Dosa – înălțime - locul 2
- Cornelia Popescu – înălțime - locul 2
- Carol Corbu – triplusalt - locul 3
- Argentina Menis – disc - locul 3
- Viorica Viscopoleanu – lungime - locul 6
- Olimpia Cataramă – disc - locul 6
- Valeria Bufanu – 100 m garduri - locul 7
- Ileana Silai – 800 m - locul 9
- Lia Manoliu – disc - locul 13
- Iosif Nagy – disc - locul 14
- Viorel Suciu – 110 m garduri - locul 14
- Vasile Sărucan – lungime - locul 15
- Vasile Bogdan – decatlon - locul 16
- Mariana Suman – 400 m - locul 20
- Valentin Jurcă[4] – lungime - locul 22
- Gheorghe Cefan – 3000 m obstacole - locul 23
- Alexandru Munteanu – 100 m - locul 25 – 200 m - locul 28
- Ion Rățoi – 400 m garduri - locul 28